# Шахраманьян, Михаил Андраникович
Михаи́л Андрани́кович Шахраманья́н (род. 4 июля 1952, Москва) — генерал-майор, доктор технических наук, профессор, Заслуженный деятель науки Российской Федерации (1998), Почётный строитель России, лауреат премии Правительства РФ в области науки и техники (1999, 2001).

## Биография
Родился в семье участников Великой Отечественной войны, орденоносцев Андраника Асваровича (ум. 1965) и Софьи Арамовны Шахраманьян. Окончив московскую среднюю школу № 437, в 1970 г. поступил в Военную инженерную академию имени Ф. Э. Дзержинского.
После окончания академии в 1975 году по специальности «средства специального контроля» служил в войсковой части 13987. Решая задачи сейсмического контроля за проведением подземных испытательных ядерных взрывов, существенно повысил чувствительность приёмного тракта трёхкомпонентной сейсмической аппаратуры, что позволило успешно регистрировать слабые сейсмические сигналы от ядерных взрывов на территории иностранных государств (США, Франция, Китай и др.). С 1979 г. — младший научный сотрудник НИИ Службы специального контроля МО СССР; в 1983 г. защитил кандидатскую диссертацию, имея к тому времени 8 авторских свидетельств на изобретения и являясь обладателем знака «Изобретатель СССР». С 1983 г. — старший научный сотрудник, с 1988 г. — начальник научно-исследовательской лаборатории Всесоюзного НИИ по проблемам гражданской обороны.
Участвовал в ликвидации последствий аварии на Чернобыльской АЭС (1986), Спитакского землетрясения (декабрь 1988 г.).
С марта 1991 года, продолжая военную службу, участвовал в создании спасательной службы России: начальник отдела Государственного Комитета по чрезвычайным ситуациям России, с 1993 года — начальник научно-технического управления, с 1995 г. — заместитель начальника департамента МЧС России (1995—1997).
С 1997 года — начальник Всероссийского НИИ по проблемам гражданской обороны и чрезвычайным ситуациям МЧС России (с 2002 года — Федеральный центр науки и высоких технологий «ВНИИГОЧС»). В 1997 г. присвоено воинское звание «генерал-майор». В 1997 году возглавил Агентство МЧС России по мониторингу и прогнозированию чрезвычайных ситуаций, созданное на базе института, в круглосуточном режиме прогнозирующее опасные природные явления (землетрясения, наводнения, лесные пожары и др.). С 2002 г. по 2005 г. — заведующий кафедрой «Высокие технологии предупреждения и ликвидации чрезвычайных ситуаций» Московского физико-технического института, созданной по его инициативе на базе ВНИИ ГОЧС. С 2003 г. по 2005 г. входил в состав Научного совета при Совете безопасности РФ.
В апреле 2002 года участвовал в экспедиции Северный полюс-32; в течение 10 дней провёл серию экспериментальных работ по приёму и обработке космических изображений приполярных территорий.
В 1998—2004 годах. являлся директором Европейского центра управления риском природных и техногенных катастроф Частично открытого соглашения Совета Европы.
С 2006 года — заместитель директора Научно-исследовательского института аэрокосмического мониторинга «Аэрокосмос». С 2008 г. по настоящее время - директор Института аэрокосмических технологий и мониторинга РГУ нефти и газа им. И. М. Губкина, основной задачей которого является разработка и внедрение в нефтегазовый комплекс страны наукоемких аэрокосмических технологий, и возглавил его. Одновременно с 2008 г. — профессор кафедры геологии РГУ нефти и газа им. И. М. Губкина, читает лекции по дисциплине «Аэрокосмические технологии при экологических исследованиях». Является также Председателем Совета директоров ООО «Научно-производственное объединение «Современные диагностические системы» (НПО СОДИС, ныне — СОДИС ЛАБ).
Кроме того:
- возглавляет кафедру инновационных и космических технологий в интегрированном образовании Московского института открытого образования[5], осуществляющего повышение квалификации педагогов общего образования города Москвы и других субъектов Российской Федерации в области применения космических и нано технологий[6];
- возглавляет кафедру «Интеллектуальные управляющие системы» Кабардино-Балкарского университета им. Х. М. Бербекова.
- является профессором кафедры ЮНЕСКО Всероссийского научно-исследовательского института электрификации сельского хозяйства;
- является научным руководителем федерального проекта «Космические образовательные технологии — инвестиции в будущее»[7] и московской экспериментальной площадки «Космические технологии, экология и безопасная энергетика в школе будущего»;
- преподает во Владикавказском филиале Финансового университета при Правительстве РФ.[8]

В 2009 года участвовал в судебной экспертизе аварии на Саяно-Шушенской ГЭС, проводившейся Центром независимых судебных экспертиз Российского экологического фонда «Техэко» по заданию Следственного комитета РФ. Является членом экспертной коллегии фонда развития инновационного центра «Сколково» по кластеру «космические технологии и телекоммуникации». Эксперт высшей квалификации международной корпорации «Сименс», оценивал конкурсные работ молодёжи в рамках Всероссийских конкурсов «Инновации для устойчивого развития» (2011), «Технологии для модернизации России» (2012).

### Семья
Брат — Николай Андраникович Шахраманьян (род. 14.5.1954), доктор технических наук, директор по инновациям ОАО ТЦ «Геоинформатика».
Сын – Андрей Михайлович Шахраманьян (род. 31.10.1979), кандидат технических наук, генеральный директор компании СОДИС ЛАБ.

## Научная и конструкторская деятельность
В 1994 году в Объединённом институте физики Земли им. О. Ю. Шмидта РАН защитил докторскую диссертацию «Разработка научно-методических основ оценки сейсмического риска и прогноза последствий землетрясений в задачах спасения населения»; по результатам исследований в дальнейшем была разработана глобальная геоинформационная система «Экстремум» по прогнозу последствий разрушительных землетрясений и определения эффективных сценариев реагирования в режиме реального масштаба времени.
С марта 1995 по февраль 2005 года в качестве главного конструктора принимал участие в создании:
- Федеральной системы сейсмологических наблюдений и прогноза землетрясений;
- глобальной геоинформационной системы «Экстремум» (прогноз последствий разрушительных землетрясений и определение эффективных сценариев реагирования в режиме реального масштаба времени в любой точке Земного шара) — система награждена золотой медалью на Всемирном салоне инноваций и изобретений (Женева), заняла 1 место в международном конкурсе ЧОС Совета Европы (2001) и находится на круглосуточном дежурстве в системе реагирования на стихийные бедствия и катастрофы ООН[14];
- мобильных диагностических комплексов по оценке устойчивости и сейсмостойкости зданий и сооружений — определяют остаточный ресурс долговечности зданий и сооружений[15];
- малогабаритных комплексов подводного и воздушного мониторинга: создан (совместно с профессорами Л. Л. Утяковым и Б. Я. Розманом) глубоководный малогабаритный осмотровый аппарат ГНОМ, позволяющий проводить дистанционные подводные съёмки (золотая медаль Всемирного салона изобретений Эврика-2000 в Брюсселе); создан малоразмерный беспилотный летательный аппарат, предназначенный для организации воздушного мониторинга зоны чрезвычайных ситуаций;
- Единых дежурно-диспетчерских служб «01» субъектов и городов Российской Федерации[16] — системы дежурно-диспетчерских служб внедрены более чем в 400 городах;
- пространственно распредёленной системы приёма и обработки космической информации для решения задачи контроля развития территории, предупреждения и ликвидации чрезвычайных ситуаций: в практику оперативной работы МЧС России внедрены получение и обработка данных дистанционного зондирования Земли с целью оперативного обнаружения из космоса очагов лесных пожаров, зон наводнений и др.; центры приёма информации созданы в Москве, Красноярске, Владивостоке, Вологде и Элисте (филиалы Агентства МЧС России по мониторингу и прогнозированию чрезвычайных ситуаций).

Им также предложены:
- резонансная однопроводная передача электроэнергии для систем светодиодного освещения[17];
- мобильные комплексы «Кормет» для генерации мощных вертикально ориентированных потоков отрицательно заряженных ионов кислорода с целью изменения метеопроцессов[18] — авторы патента «Способ управления атмосферными процессами» М. А. Шахраманьян и Ю. В. Подрезов награждены золотой медалью и дипломом на ежегодном 53-м Всемирном салоне инноваций, научных исследований и новых технологий «Брюссель-Эврика» (2004) и Кубком министра Бельгии.

Соавтор и автор более 350 научных трудов, в том числе 14 монографий и 56 изобретений.
Результаты деятельности М.А. Шахраманьяна подробно освещены в фильме «Стратегия успеха».

### Избранные труды
- Космические образовательные технологии: инвестиции в будущее : теория и практика / под ред. М. А. Шахраманьяна [и др.]. — М.; Можайск: Калужский обл. ин-т повышения квалификации работников образования : Можайский полиграфкомбинат, 2009. — 775 с. — (Новая космическая эра в образовании). — 1000 экз. — ISBN 978-5-93336-062-9.[20]
- Шахраманьян М. А. Новые информационные технологии в задачах обеспечения национальной безопасности России : (Природ.-техног. аспекты). — М.: ФЦ ВНИИ ГОЧС, 2003. — 397 с. — 1500 экз. — ISBN 5-93970-019-5.
- Шахраманьян М. А. Оценка сейсмического риска и прогноз последствий землетрясений в задачах спасения населения : (Теория и практика). — 2-е изд., перераб. и доп. — М.: ВИИ ГОЧС, 2000. — 189 с. — 500 экз. — ISBN 5-93970-001-2.
- Шахраманьян М. А., Фролов М. П., Глебов В. Ю. и др. Основы безопасности жизнедеятельности : Учеб. пособие для 10 кл. общеобразоват. учреждений : С мультимед. учеб. пособием в оболочке TeachPRO на CD-ROM / Под общ. ред. С. К. Шойгу и др. — 2-е изд. — М.: ФЦ ВНИИ ГОЧС, 2003. — 335 с. — 1000 экз. — ISBN 5-93970-020-9.

## Отзывы
… Директор Европейского центра управления риском природных и техногенных катастроф Частично открытого соглашения Совета Европы профессор Михаил Шахраманьян очень много сделал для создания Европейской системы оповещения о катастрофах. Созданная под его руководством глобальная мировая геоинформационная система «Экстремум» официально признана лучшей в мире. Информация, получаемая от этой системы, в реальном масштабе времени передаётся в 25 стран мира и в Совет Европы для содействия принятию решений по оказанию неотложной помощи в случае разрушительного землетрясения в любой точке земного шара. Благодаря этому дополнительно можно спасти до 50 % пострадавшего населения. Система приёма и обработки космической информации, созданная также под руководством профессора Шахраманьяна, является одной из лучших в Европе и неоднократно использовалась соответствующими европейскими структурами для оперативного реагирования на чрезвычайные ситуации. Мобильная диагностическая система оценки состояния зданий и сооружений, главным конструктором которой является Шахраманьян, успешно используется в ряде европейских стран. Даже это краткое перечисление заслуг проф. Шахраманьяна характеризует его как крупного учёного и талантливого организатора.— Жан-Пьер Массуэ, исполнительный секретарь Соглашения по крупным бедствиям Совета Европы

## Награды
Медали:
- медаль «В память 850-летия Москвы» (1997);
- медаль «За отличие в воинской службе» I степени;
- медаль «60 лет Вооружённых Сил СССР» (1978);
- медаль «70 лет Вооружённых Сил СССР» (1988);
- медаль «За безупречную службу» (МЧС);
- медаль «За укрепление боевого содружества» (Минобороны России);
- медаль «200 лет Министерству обороны»;
- медаль «За безупречную службу» (Минобороны СССР) I, II и III степеней;
- медаль «Участнику ликвидации аварии на Чернобыльской атомной электростанции».

Звания и премии:
- почётное звание «Заслуженный деятель науки Российской Федерации» (1998)[23];
- премия Правительства Российской Федерации в области науки и техники (2000[24], 2002)[25];
- премия МЧС России за научные и технические разработки;
- сертификат отличия ООН (2002; международная премия имени Сасакавы) — «за выдающийся вклад в решении проблемы смягчения последствий природных катастроф»;
- академик РАЕН;
- воинское звание «генерал-майор» (1997).

Нагрудные знаки:
- нагрудный знак «Изобретатель СССР» (1983);
- почётный знак МЧС России;
- нагрудный знак МЧС России «За заслуги»;
- нагрудный знак «Почётный строитель России»;
- четыре золотых, две серебряных и бронзовая медали на Всемирных салонах инноваций и изобретений (Брюссель, Женева, Сеул);
- серебряная медаль П. Л. Капицы Российской академии естественных наук (1996).